# Max Sprauel
Maxime Sprauel (né le 24 janvier 1990) est un joueur français de football américain évoluant au poste de quarterback dans l'équipe des Black Panthers de Thonon.

## Carrière

### Black Panthers de Thonon
Sprauel fait sa première apparition lors de la seconde journée de la Saison 2009 du Casque de diamant contre les Flash de La Courneuve, devenant le plus jeune quarterback du championnat de France. Sa première saison se termine par une défaite lors de la finale du championnat contre cette même équipe des Flash. Lors de la saison 2010, les Black Panthers voient leur parcours prendre fin lors des demi-finale, éliminés une nouvelle fois par les Flash. Malgré une mauvaise saison des Black Panthers, il est sélectionné pour la Coupe du monde de football américain 2011 en Autriche.

### Carabins de l'Université de Montréal
En 2010 il se joint aux Carabins de l'Université de Montréal de la ligue universitaire canadienne.

### Coupe du monde 2011
Le premier match de l'équipe de France la voit affronter le Canada. Sprauel n'arrive qu'à faire une seule passe pour touchdown, passe de vingt-sept yards pour Anthony Dablé, parvenant à égaliser à sept partout dans un match qui se solde par une défaite 45-10. Deux jours plus tard contre le Japon, il ne fait la aussi qu'une seule passe pour touchdown pour Paul Durand dans une défaite 35-10. Sprauel réussit trois passes pour touchdown contre l'Autriche, une pour Dable et deux pour Jérémy Rabot ; il se fait néanmoins intercepter sa seule passe du mondiale par Peter Tutsh. La France s'impose 24-16 contre le pays organisateur.
La France joue ensuite contre l'Allemagne pour la cinquième place mais les tricolores se font dominer et les passes de Sprauel engrangent 117 yards pour aucun touchdown. La France perd 21-17 et prend la sixième place. Il finit quatrième au classement des quarterbacks du tournoi.